# RAC Tourist Trophy 1954

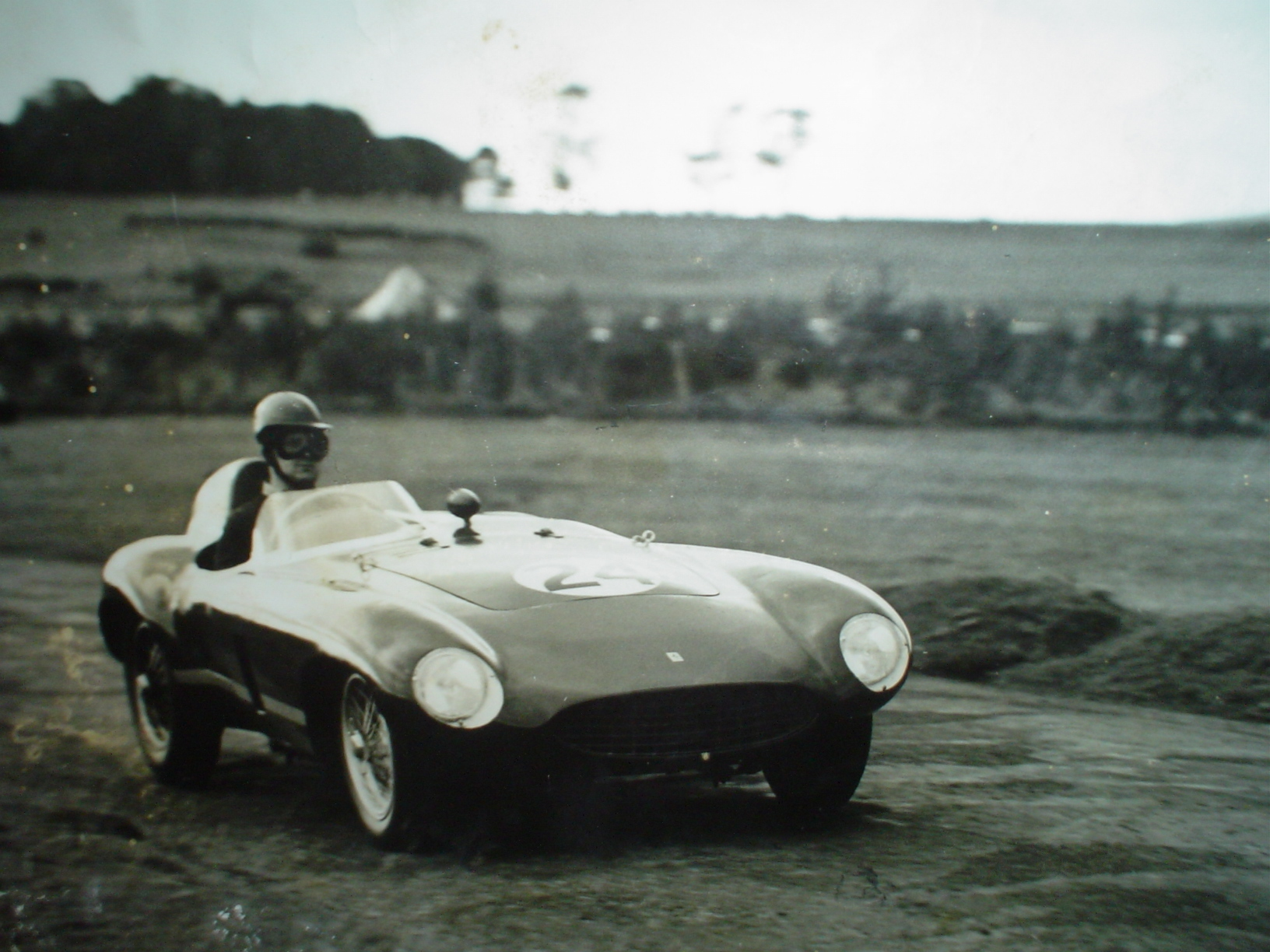
Joe Kelly auf seinem Ferrari 750 Monza, hier bei einem Sportwagenrennen in Großbritannien. Bei der Tourist Trophy war er mit der Startnummer 24 am Start. Kelly und Teamkollegen Desmond Titterington stoppte ein Getriebeschaden vorzeitig

Die 21. RAC Tourist Trophy, auch Tourist Trophy, Dundrod, fand am 11. September 1954 auf dem Straßenkurs Dundrod Circuit rund um die nordirische Kleinstadt Dundrod statt und war der fünfte Wertungslauf der Sportwagen-Weltmeisterschaft dieses Jahres.

## Das Rennen
Die Tourist Trophy des Jahres 1954 konnte mit einer sporthistorischen Besonderheit aufwarten. Ähnlich wie beim 24-Stunden-Rennen von Le Mans, wurde bei der Tourist Trophy auch eine Handicap-Index-Wertung ausgefahren. Bei dieser Wertung wurden Leistung und Hubraum eines Fahrzeugs in Relation zum Gewicht gesetzt. Daraus ergab sich ein Handicap für hubraumstarke Fahrzeuge. Diese Index-Wertung wurde parallel zur Gesamtwertung ausgefahren. Bei der Tourist Trophy wurde für die Punktevergabe bei der Sportwagen-Weltmeisterschaft nicht die Gesamtwertung, sondern die Index-Wertung herangezogen. Somit siegte dort der kleine DB HBR von Paul Armagnac und Gérard Laureau, der in der Gesamtwertung nur den 21. Rang belegt hatte.
Das Rennen war neben dem Le-Mans-Rennen dieses Jahres, das am stärksten besetzte. Neben den britischen Werksteams von Jaguar, HWM, Aston Martin, Lotus, Frazer Nash und Kieft, sowie dem französischen Deutsch & Bonnet-Team, kamen mit Scuderia Ferrari, Lancia, Maserati und OSCA, die stärksten Teams aus Italien.
Obwohl José Froilán González den selten eingesetzten 735S Spyder schon im Training verschrottete, gab es durch Mike Hawthorn und Maurice Trintignant einen Gesamtsieg für die Scuderia. Mit dem zweiten Rang in der Indexwertung sicherte sich Ferrari auch den Gesamtsieg in der Sportwagen-Weltmeisterschaft.

## Ergebnisse

### Schlussklassement
| 1               | S 3.0 | 15 | Scuderia Ferrari              | Mike Hawthorn Maurice Trintignant         | Ferrari 750 Monza   | 84 |
| 2               | S 5.0 | 3  | Scuderia Lancia               | Piero Taruffi Juan Manuel Fangio          | Lancia D24          | 84 |
| 3               | S 5.0 | 4  | Scuderia Lancia               | Robert Manzon Eugenio Castellotti         | Lancia D24          | 82 |
| 4               | S 5.0 | 9  | HWM                           | George Abecassis Jim Meyers               | HWM                 | 79 |
| 5               | S 2.0 | 57 | Officine Alfieri Maserati     | Luigi Musso Sergio Mantovani              | Maserati A6GCS      | 79 |
| 6               | S 3.0 | 6  | Jaguar Cars Ltd.              | Peter Whitehead Ken Wharton               | Jaguar D-Type       | 79 |
| 7               | S 5.0 | 11 | Ecurie Francorchamps          | Jacques Swaters Roger Laurent             | Jaguar C-Type       | 78 |
| 8               | S 3.0 | 19 | David Brown                   | Graham Whitehead Dennis Poore             | Aston Martin DB3S   | 78 |
| 9               | S 2.0 | 31 | Boris Robert Said junior      | Bob Said Masten Gregory                   | Ferrari 500 Mondial | 75 |
| 10              | S 2.0 | 35 | Robert Chase                  | Alan Brown Mike Keen                      | Cooper T29          | 74 |
| 11              | S 1.5 | 37 | Redmond Gallagher             | Redmond Gallagher Don Beauman             | Gordini T15S        | 73 |
| 12              | S 2.0 | 32 | Automobiles Frazer Nash Ltd.  | Richard Odlum Cecil Vard                  | Frazer Nash Le Mans | 72 |
| 13              | S 5.0 | 10 | Joe Kelly                     | Joe Flynn Torrie Large                    | Jaguar C-Type       | 72 |
| 14              | S 3.0 | 20 | Jaguar Cars Ltd.              | Stirling Moss Peter Walker                | Jaguar D-Type       | 71 |
| 15              | S 1.5 | 39 | Kenneth McAlpine              | Kenneth McAlpine Jack Fairman             | Connaught AL/SR     | 71 |
| 16              | S 1.1 | 46 | Lotus Engineering             | Richard Steed Peter Scott-Russell         | Lotus Mk4           | 70 |
| 17              | S 2.0 | 30 | Brian McCaldin                | Brian McCaldin Charles Eyre Maunsell      | Triumph TR2         | 69 |
| 18              | S 2.0 | 27 | J. B. Johnstone               | J. B. Johnstone Ian Titterington          | Triumph TR2         | 69 |
| 19              | S 2.0 | 28 | Ted Lund                      | Ted Lund Tom Blackburn                    | Triumph TR2         | 68 |
| 20              | S 2.0 | 29 | Robert Dickson                | Robert Dickson Ken Richardson             | Triumph TR2         | 68 |
| 21              | S 750 | 52 | Automobiles Deutsch et Bonnet | Paul Armagnac Gérard Laureau              | DB HBR              | 67 |
| 22              | S 2.0 | 25 | Leslie Brooke                 | Leslie Brooke James Scott-Douglas         | Triumph TR2         | 67 |
| 23              | S 1.5 | 38 | Raymond Fowler                | Raymond Fowler Ernest McMillen            | Porsche 550         | 66 |
| 24              | S 2.0 | 26 | Ray Merrick                   | Ray Merrick Maurice Tew                   | Triumph TR2         | 65 |
| 25              | S 1.1 | 47 | Kieft Cars Ltd.               | Bob Ferguson Alan Rippon                  | Kieft               | 60 |
| 26              | S 750 | 54 | Moracoine                     | Guy Allegre Albert Barbey                 | Panhard Dyna        | 58 |
| Nicht klassiert |       |    |                               |                                           |                     |    |
| 27              | S 2.0 | 23 | Gilby Engineering             | Colin Davis Horace Gould                  | Maserati A6GCS      | 60 |
| Disqualifiziert |       |    |                               |                                           |                     |    |
| 28              | S 2.0 | 58 | Officine Alfieri Maserati     | Cesare Perdisa Benoît Musy                | Maserati A6GCS/53   | 63 |
| 29              | S 2.0 | 22 | J. E. Byrnes                  | J. E. Byrnes Ronnie Adams                 | Kieft               | 48 |
| Ausgefallen     |       |    |                               |                                           |                     |    |
| 30              | S 5.0 | 1  | Scuderia Lancia               | Alberto Ascari Luigi Villoresi            | Lancia D25          | 69 |
| 31              | S 3.0 | 17 | David Brown                   | Reg Parnell Roy Salvadori                 | Aston Martin DB3S   | 57 |
| 32              | S 750 | 51 | Automobiles Deutsch et Bonnet | René Bonnet Élie Bayol                    | DB HBR              | 47 |
| 33              | S 1.5 | 45 | Boris Robert Said junior      | Ian Burgess Tony Palmer-Morewood          | OSCA MT4 1350       | 46 |
| 34              | S 2.0 | 56 | Officine Alfieri Maserati     | Luigi Bellucci Giorgio Scarlatti          | Maserati A6GCS      | 37 |
| 35              | S 5.0 | 5  | Jaguar Cars Ltd.              | Tony Rolt Duncan Hamilton                 | Jaguar D-Type       | 34 |
| 36              | S 1.1 | 49 | Giacomo Caprara               | Peter Reece Jackie Reece                  | OSCA MT4 1100       | 33 |
| 37              | S 1.5 | 36 | Kieft Cars Ltd.               | Jack Wescott Tommy Bridger                | Kieft               | 32 |
| 38              | S 1.5 | 42 | Lotus Engineering             | Nigel Allen Mike Anthony                  | Lotus Mk4           | 20 |
| 39              | S 1.1 | 50 | Harry Merkel                  | Harry Merkel Luc Buchberger               | Porsche 550         | 19 |
| 40              | S 3.0 | 18 | David Brown                   | Peter Collins Pat Griffith                | Aston Martin DB3S   | 5  |
| 41              | S 1.5 | 41 | Lotus Engineering             | Colin Chapman Mike Costin                 | Lotus Mk4           | 15 |
| 42              | S 1.5 | 43 | Brian Naylor                  | Brian Naylor George Pitt                  | Cooper T29          | 5  |
| 43              | S 750 | 55 | Equipe Franco-Brittanique     | Berinstein Georges Trouis                 | DB HBR              | 14 |
| 44              | S 3.0 | 16 | Joe Kelly                     | Joe Kelly Desmond Titterington            | Ferrari 750 Monza   | 13 |
| 45              | S 750 | 53 | Automobiles Deutsch et Bonnet | Jean Lucas Jean-Pierre Feuz               | DB HBR              | 13 |
| 46              | S 5.0 | 2  | Scuderia Lancia               | Juan Manuel Fangio Eugenio Castellotti    | Lancia D25          | 11 |
| 47              | S 5.0 | 8  | HWM                           | Tony Gaze John Riseley-Prichard           | HWM                 | 9  |
| 48              | S 2.0 | 21 | Automobili OSCA               | Roberto Sgorbati Lance Macklin            | Osca 2000S          | 9  |
| 49              | S 2.0 | 34 | Henry Ohara Moore             | Peter Wilson Tony Brooks                  | Frazer Nash Sebring | 9  |
| 50              | S 1.1 | 48 | Kieft Cars Ltd.               | Don Barker David Boshier-Jones            | Kieft 1100          | 6  |
| 51              | S 1.5 | 44 | Peter Jackson                 | Peter Jackson Peter Lane                  | Cooper T29          | 5  |
| Nicht gestartet |       |    |                               |                                           |                     |    |
| 52              | S 3.0 | 14 | Scuderia Ferrari              | José Froilán González Maurice Trintignant | Ferrari 735S Spider | 1  |

1 Unfall im Training

### Nur in der Meldeliste
Hier finden sich Teams, Fahrer und Fahrzeuge, die ursprünglich für das Rennen gemeldet waren, aber aus den unterschiedlichsten Gründen daran nicht teilnahmen.
| Pos. | Klasse | Nr. | Team                         | Fahrer                        | Chassis          |
| ---- | ------ | --- | ---------------------------- | ----------------------------- | ---------------- |
| 53   | S 2.0  |     | Paul Delebarre               | Paul Delebarre                | Veritas Comet RS |
| 54   | S 5.0  |     | Malcolm Connell              | Malcolm Connell William Black | Jaguar XK120C    |
| 55   | S 2.0  | 33  | Automobiles Frazer Nash Ltd. | Dick Odlum Cecil Vard         | Frazer Nash      |
| 56   | S 1.5  | 40  | Connaught Engineering        | Tony Marsh David Done         | Connaught AL/SR  |

### Klassensieger
| Klasse | Fahrer            | Fahrer              | Fahrzeug          | Platzierung im Gesamtklassement |
| ------ | ----------------- | ------------------- | ----------------- | ------------------------------- |
| S 5.0  | Piero Taruffi     | Juan Manuel Fangio  | Lancia D24        | Rang 2                          |
| S 3.0  | Mike Hawthorn     | Maurice Trintignant | Ferrari 750 Monza | Gesamtsieg                      |
| S 2.0  | Luigi Musso       | Sergio Mantovani    | Maserati A6GCS/53 | Rang 5                          |
| S 1.5  | Redmond Gallagher | Don Beauman         | Gordini T15S      | Rang 11                         |
| S 1.1  | Bob Ferguson      | Alan Rippon         | Kieft             | Rang 25                         |
| S 750  | Paul Armagnac     | Gérard Laureau      | DB HBR            | Rang 21                         |

### Renndaten
- Gemeldet: 56
- Gestartet: 51
- Gewertet: 25
- Rennklassen: 6
- Zuschauer: unbekannt
- Wetter am Renntag: zuerst trocken, später leichter Regen
- Streckenlänge: 11,935 km
- Fahrzeit des Siegerteams: 7:14:13,000 Stunden
- Gesamtrunden des Siegerteams: 84
- Gesamtdistanz des Siegerteams: 1050,258 km
- Siegerschnitt: 145,124 km/h
- Pole-Position: unbekannt
- Schnellste Rennrunde: Mike Hawthorn – Ferrari 750 Monza (#15) – 4:49,000 = 148.668 km/h
- Rennserie: 5. Lauf zur Sportwagen-Weltmeisterschaft 1954